# Homalispa sulcicollis
Homalispa sulcicollis es una especie de insecto coleóptero de la familia Chrysomelidae.
Fue descrita científicamente en 1920 por George Charles Champion.